# Éric aux yeux brillants
Éric aux yeux brillants (titre original : Eric Brighteyes ou The Saga of Eric Brighteyes) est un roman de H. Rider Haggard paru en 1891. En France, il a paru pour la première fois en 2007. 

## Résumé
Dans l'Islande du Xe siècle, les aventures d'Éric Thorgrimursson, le personnage éponyme, qui cherche à épouser la belle Gudruda contre l'avis de son père Asmund et de sa demi-sœur Swanhild.

## Commentaires
Écrit à la suite d'un voyage de H. Rider Haggard en Islande, ce roman est l'un des premiers essais, à l'époque moderne, de pastiche de sagas des Islandais (histoires de Vikings). Dans son introduction au roman, l'auteur nous laisse même entendre que ce roman est le premier du genre.
L'influence de William Morris et d'Eiríkr Magnússon, les premiers traducteurs des sagas islandaises de la fin des années 1860, est clairement visible dans le roman. Néanmoins, Éric aux yeux brillants a établi des normes de qualité et de fidélité au style saga islandaises qui demeureront sans égal jusqu'en 1954, soit soixante ans plus tard, avec la publication du roman L'Épée brisée (The Broken Sword) de Poul Anderson.